# Pau-jacaré

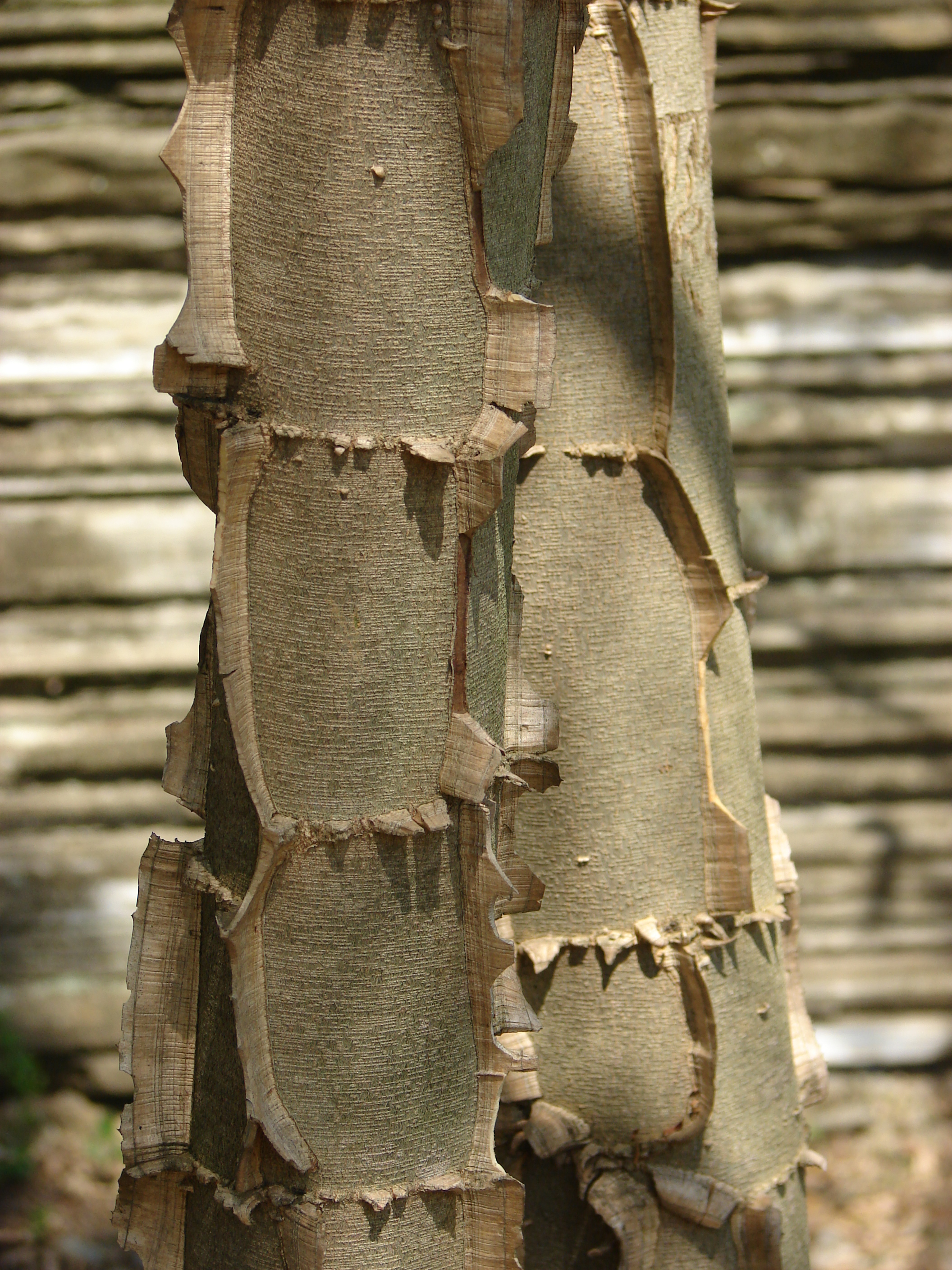
Detalhe do tronco.

Pau-jacaré (Piptadenia gonoacantha) ou monjoleiro, também chamado icarapé na Bahia, jacaré no Sul do Brasil e Sudeste, jacarazeiro no Paraná, casco-de-jacaré em Santa Catarina caniveteiro e monjolo em Minas Gerais, angico no Distrito Federal e angico-branco, camboeteiro, camoeteiro e serreiro em São Paulo, é uma árvore semicadufólia endêmica do Brasil.O nome popular se dá pela aspereza do tronco, semelhante ao couro de jacaré.
A Piptadenia gonoacantha também é conhecida popularmente como  pau-jacaré, angico-branco, monjolo, caniveteiro, casco-de-jacaré, camboeteiro, serreiro, icarapé, jacarezeiro e monjoleiro
Foi classificada em 1919 por J. F. Macbride (Martius) como Piptadenia gonoacantha. Piptadenia vem do grego piptein (cair) e aden (abundantemente), assim como o termo gonoacantha vem do grego gonia (ângulo) e acanha (acúleo), mencionando os acúleos sobre as arestas da casca e fazendo referência à caducidade das folhas .

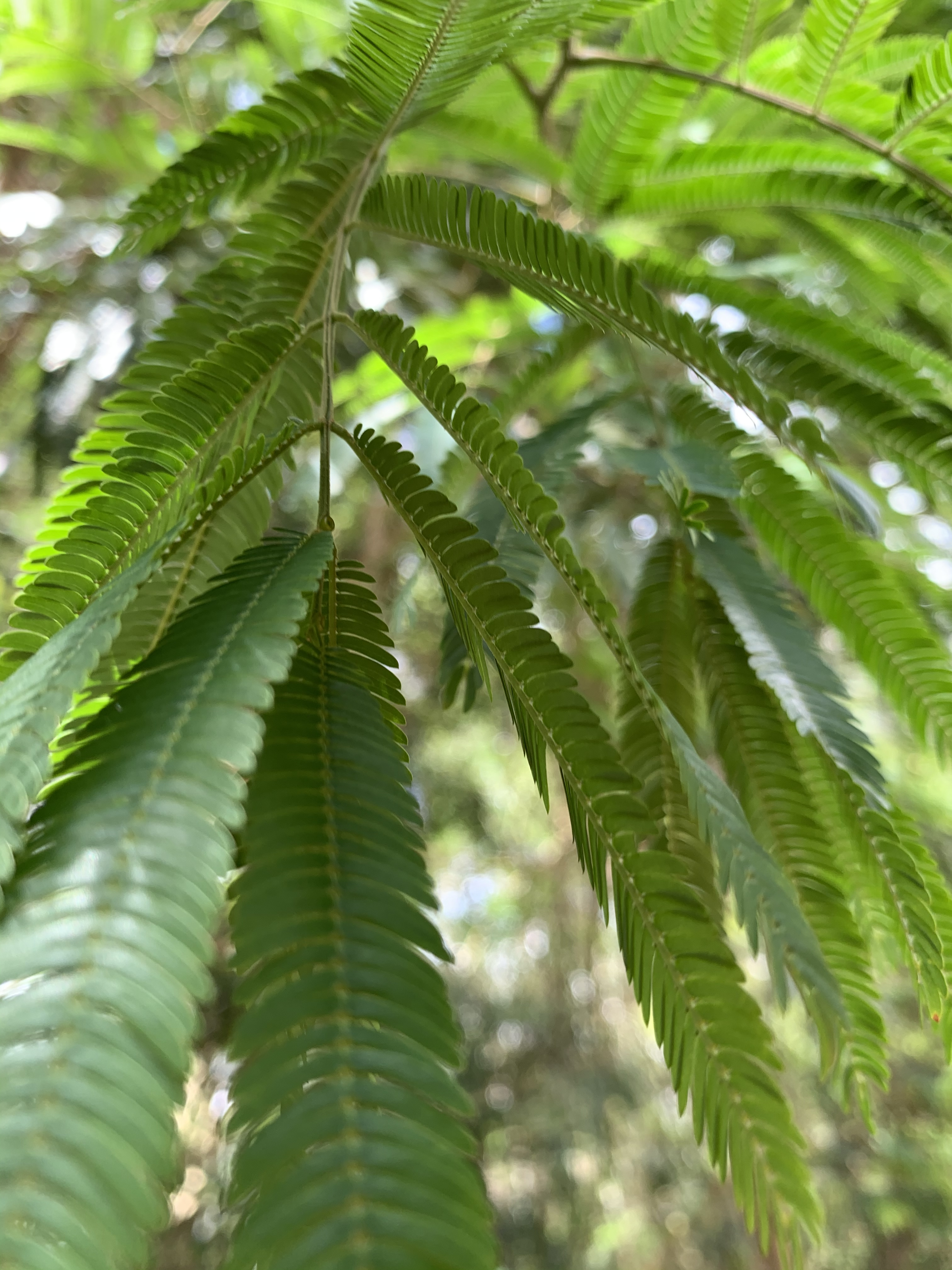
Exemplo da folha

Ela ocorre naturalmente nos Estados do Rio de Janeiro, de Minas Gerais, Mato Grosso do Sul e até Santa Catarina, principalmente em florestas pluviais da encosta atlântica. É uma árvore de característica espinhenta, que pode atingir cerca de 10-20 metros de altura, com um tronco de cerca de 30–40 cm de diâmetro. Sua madeira é o destaque na perspectiva comercial, sendo utilizada para acabamento internos, painéis e embalagens. Se destaca também por ter uma madeira excelente para lenha e carvão .
O gênero (Piptadenia) dessa espécie tem cerca de 80 espécies tropicais e subtropicais da América . Esta planta é evidenciada por ser uma espécie do tipo pioneira com crescimento acelerado e assim, é comumente utilizada nos reflorestamentos mistos, que são destinados à recomposição de áreas degradadas, além de áreas de preservação permanente, sendo uma espécie muito importante para a conservação do meio ambiente .

## Distribuição geográfica
A espécie ocorre principalmente na Floresta Pluvial da encosta Atlântica . Apresenta ampla distribuição ao longo de oito estados brasileiros, desde áreas ao nível do mar, nos litorais das regiões Sul e Sudeste, até áreas com 1.300 metros de altitude na região serrana de Minas Gerais. O padrão de distribuição espacial dessa espécie é agregado, com maior densidade de indivíduos nas clareiras, onde ocorre maior incidência de luz no ambiente. A espécie apresenta distribuição natural predominantemente em áreas do bioma da mata atlântica no estado de São Paulo. Nesta região, o seu florescimento ocorre no período de outubro a janeiro  e a frutificação entre junho e dezembro

## Sistemática
A subfamília Mimosoideae, a qual a espécie Piptadenia gonoacantha está inserida,  concebe cerca de 65 gêneros, que inclui cerca de 2.950 espécies  distribuída pelas regiões tropicais, subtropicais e cálido-temperadas do globo . O gênero Piptadenia abrange em torno de 80 espécies tropicais em sua maioria americanas. A sua ocorrência no Brasil é nos estados de Amazonas, Bahia, Ceará, Goiás, Mato Grosso, Minas Gerais, Paraíba, Paraná, Piauí, Pernambuco, Rio Grande do Sul, Rio de Janeiro e São Paulo.
O gênero das Piptadenias no Brasil são conhecidas como angico, angico branco, angico do campo, angico roxo, angico vermelho, angico bravo, angico preto angico rajado, angico de cerrado e na Argentina e Paraguai são conhecidas como cebil, cebil colorado e cebil ita . 
O gênero das Piptadenias sempre culminou interesse nos pesquisadores, desde o período de Cristóvão Colombo, no novo mundo, quando Ramón Pane mencionou a inalação de um rapé narcóticos pelos nativas das Ilhas do Caribe, feito de espécies de Piptadenias. O rapé era utilizado em cerimônias que, quando inalado, permitia visões e possibilitam a interação com os espíritos 

## Aspectos culturais
A utilização da lenha do pau-jacaré é de uso popular por ser uma madeira muito energética, sendo considerada uma das melhores no Brasil, devido a sua facilidade em queimar e a durabilidade da combustão . Também possui utilidade para a fabricação de produtos em madeira, tal como fabricação de brinquedos, embalagens, construção civil e acabamentos internos . A P. gonoacantha além destes usos também serve para a produção de papel e celulose; forragem para alimentação animal ; utilização dos recursos florais por polinizadores como abelhas, produzindo néctar e pólen em suas flores  melíferas  ; uso paisagístico por possuir atributos ornamentais  e seu uso como planta medicinal por conta das suas propriedades contra infecções pulmonares causadas por Mycobacterium kansasii .

## Conservação
De acordo com União Internacional para Conservação da Natureza (IUCN) o estado de conservação da Piptadenia gonoacantha é pouco preocupante do ponto de vista global . Em adição, conforme o SIBBr, a espécie se encontra na mesma perspectiva nacionalmente, isto é, não está em risco de extinção.
Além de seu status de conservação ser pouco preocupante, ela é muito utilizada para a restauração de áreas degradadas. Esta espécie  se destaca em restaurações de matas ciliares, com solos que não estão sujeitos a inundação  e também são usufruídas para a recuperação de terrenos que sofreram erosão e com baixa fertilidade, uma vez que seus sistemas radiculares são profundos, o que permite sobreviver em solos degradados . Estas, exercem função secundária inicial no processo sucessional , sendo utilizada tanto para sombreamento em sistemas agroflorestais ou como cercas vivas e arborização de culturas 

## Descrição
O pau-jacaré se caracteriza por ser uma espécie pioneira, ou seja, uma espécie de rápido crescimento que coloniza o meio ambiente , além do mais exerce a função de espécie secundária no processo inicial de colonização, por apresentar sistema radicular profundo é muito utilizada no reflorestamento e restauração de áreas degradadas . Se caracteriza por ser uma árvore pouco espinhenta  semicaducifólia que pode chegar a 30 m de altura na fase adulta, e até 90 cm de DAP (diâmetro à altura do peito, a 1,30 m do solo). Sua casca tem espessura aproximada de 5 mm, com tronco pode ser reto ou tortuoso, apresenta cristas transversais e longitudinais que se assemelham a um couro de jacaré. Suas ramificações são dicotômicas e cimosas, com corpo irregular, umbeliforme e com acúleos.
Sua morfologia é caracterizada em folhas paripinadas com cerca de 5 a 9 pares e 26 a 46 folíolos por pina, possui também, pecíolo caniculado com glândula verruciforme. Já as flores do pau-jacaré, tem coloração amarelada/ bege, com inflorescências axilares, com cerca de 5 a 9 cm de comprimento. Suas flores podem ser solitárias, bem como ser reunidas em grupos de 2 a 3 axilas superiores. Por fim, seu fruto se caracteriza por ser um legume não moniliforme e coriáceo, seco com uma margem reta e sua coloração é parda, visto que não há a necessidade de ser atrativo a animais uma vez que sua disseminação ocorre por meio do vento. Seu comprimento é de cerca de 8 a 15 cm e entre 1,7 a 2,5 de largura e cada  fruto tem cerca de 4 a 10 sementes. Tais sementes não apresentam endosperma, e não são aladas tem uma medida média de 9 mm de comprimento por 8 mm de largura.
Já sua floração e frutificação, ocorre de acordo com as características de cada estado, apresentado variações conforme a sua distribuição geográfica. No estado de São Paulo sua floração ocorre de outubro a janeiro e frutificação de junho a dezembro, no Distrito Federal sua floração ocorre de agosto a janeiro e frutificação de julho a agosto, no Rio Grande do Sul sua floração ocorre de agosto a fevereiro, no Paraná apresenta floração de setembro a janeiro e frutificação de maio a setembro, em Minas Gerais sua floração ocorre em novembro a janeiro e frutificação de maio a outubro, já no estado do Rio de Janeiro apresenta floração de dezembro a março e frutificação de  junho a novembro.

## Biologia reprodutiva
O pau-jacaré é uma planta hermafrodita e logo aos três anos de idade já pode iniciar seu processo reprodutivo, que se inicia a partir de plantios em solos férteis. A dispersão do pau-jacaré pode ocorrer de diversas formas, sendo através do vento o principal meio, anemocórica, através da espalhamento das sementes após choque mecânico da caída do fruto, barocórica, ou autocórica, sendo essa se dispersando por mecanismos próprios e particulares da planta. Por sua vez, a grande ameaça a dispersão de sementes de pau-jacaré é a entomofilia, ou seja, a herbivoria realizada por insetos.